# Język termanu
Język termanu, także: pada, talae, keka – język austronezyjski używany w prowincji Małe Wyspy Sundajskie Wschodnie w Indonezji, w środkowej części wyspy Roti (Rote). Według danych z 2002 roku posługuje się nim 30 tys. osób.
Dzieli się na dialekty: pa’da (termanu), pa’da kona (keka-talae, termanu południowy), korbafo (korbaffo), bokai. Dialekty korbafo i bokai wykazują odrębność socjolingwistyczną.
Jeden z języków rote. Bywa włączany pod pojęcie języka roti (rote). 
Według Ethnologue jest używany przez wszystkich członków społeczności, w różnych sferach życia. W użyciu są także indonezyjski i malajski Kupangu. Niektórzy członkowie starszego pokolenia znają także niderlandzki.
Sporządzono opis jego gramatyki i słownik. W piśmiennictwie stosuje się alfabet łaciński.